# Yataity del Norte
Yataity del Norte è un centro abitato del Paraguay, situato nel dipartimento di San Pedro; la località forma uno dei 19 distretti del dipartimento.

## Popolazione
Al censimento del 2002 Yataity del Norte contava una popolazione urbana di 1.327 abitanti (12.480 nell'intero distretto).